# اوشکان
اوشکان (به لاتین: Ushkan) یک منطقهٔ مسکونی در افغانستان است که در ولایت بدخشان واقع شده‌است.